# 齐白石故居 (湘潭)
湖南湘潭齐白石故居是中国艺术家齐白石的出生地和早年寓所，位于其故里——湖南省湘潭县白石镇杏花村杏子坞。故居始建于清咸丰年间，属传统式的湘中老农舍，占地200平方米，为一栋两横各三间土墙茅舍。齐白石出生于此，并在此生活36年。1996年湖南省政府将其公布为省级文物保护单位。2006年被列入第六批全国重点文物保护单位。